# Дискографија Тони Бракстон
Дискографија америчке певачице Тони Бракстон састоји се од осам студијских албума, пет еп-ова, шест компилацијских албума, два ремискована албума, тридесет синглова, и двадесет и двадесет и два музичка спота.
Бракстонова је рођена у Севрену, 7. октобра 1967. године. Године 1990. текстописац Бил Петави увидео је музичких квалитет Бракстонове и њених сестара и помогао им да добију уговор са продукцијском кућом Ариста рекордс и оснују групу The Braxtons. Први сингл групе Good Life објављен је 1990. године, а иако се песма није нашла на музичким листама, глас Тони Бракстон привукао је пажњу продуцентима L.A. Reid и Babyface, који су јој помогли да потпише уговор са LaFace Records. Године 1991. Бракстонова је снимила песме за саундтрек албум за амерички комични филм Бумеранг. Њен соло деби сингл Love Shoulda Brought You Home дослеп је међу првих тридесет синглова америчке музичке листе Billboard Hot 100, и међу првих пет песама на табели такође америчке листе R&B/Hip-Hop.
Деби албум под називом Тони Бракстон издат је 13. јула 1993. године за LaFace Records, а нашао се на листама Billboard 200 и R&B/Hip-Hop Albums. Добио је осам сертификата од стране Америчког удружења дискографских кућа. На албуму су се нашла четири сингла, међу којима је био и Breathe Again, који је био на првим местима музичких листа у Сједињеним Државама, Канади, Великој Британији, Холандији и Ирској. Албум је продат у преко десет милиона примерака широм света. 
Други студијски албум под називом Secrets објављен је 1996. године, а текстове песама и продукцију радили су Рејд, Дејн Ворен, Р. Кели и Дејвид Фостер. Албум се нашао на другом месту табеле Billboard 200 и добио је осам платинумских сертификата од Америчког удружења дискографских кућа. Такође албум је био први на музичким листама Канаде, Швајцарске, Немачке, Холандије и Уједињеног Краљевства, где је био на врху листа Hot 100 и R&B. Други сингл са албума Un-Break My Heart доспео је на врхове музичких листа у Сједињеним Државама, Шведској, Канади, Ирској, Немачкој, Холандији и Великој Британији и уједно био најпродаванији сингл женског музичара у Сједињеним Државама. Secrets је продат у око 15 милиона примерака широм света.
Трећи студијски албум The Heat објављен је у априлу 2000. године, а дебитовао је на другом месту табеле Billboard 200 и на врху табеле R&B/Hip hop албума. Велики успех албум је забележио у Француској, Немачкој, Холандији, Швајцарској и Великој Британији, где је био на листама међу десет најбољих песама. Први сингл са албума Just Be a Man About It ушао је међу десет најбољих песама у Hot 100 листи у Сједињеним Државама и добио је двоструки платинумски сертификат од стране Америчког удружења дискоградских кућа. Албум је продат у преко четири милиона примерака широм света.
Четврти студијски албум под називом Snowflakes објављен је 23. октобра 2001. године, а пети, More Than a Woman, објављен је 19. новембра 2002. године, увршћен је у двадесет најбољих песама у Сједињеним Државама и добио је златни сертификат.
У априлу 2003. године, Бракстонова је напустила LaFace Records и потписала уговор са Blackground Records. Шести студијски албум Libra објављен је 27. септембра 2005. године, а дебитовао је на четвртом месту табеле Billboard 200 и добио златни сертификат од Америчког удружења дискографских кућа. Током октобра 2008. године певачица је потписала уговор са Атлантик рекордсом. Њен седни студијски албум Pulse, објављен је у мају 2010. године и био је на првом месту америчке музичке листе R&B, а песме са њега нашле су се на листи Billboard 200. Водећи сингл са албума под називом Yesterday био је на дванаестом месту табеле R&B/Hip-Hop. Бректонова је од продаје албума током каријере зарадила више од 68. милиона евра.

### Студијски албуми
| Назив                              | Детаљи | Позиције | Позиције | Позиције | Позиције | Позиције | Позиције | Позиције | Позиције | Позиције | Број проданих примерака             | Сертификати |
| Назив                              | Детаљи | САД      | АУС      | КАН      | ФРА      | НЕМ      | ЈАП      | ХОЛ      | ШВА      | УК       | Број проданих примерака             | Сертификати |
| ---------------------------------- | --- | -------- | -------- | -------- | -------- | -------- | -------- | -------- | -------- | -------- | ----------------------------------- | --- |
| Toni Braxton                       | - Датум објављивања: 13. јул 1993. - Издавачка кућа: LaFace Records, Arista Records - Формат: ЦД, касета, винил   | 1        | 6        | 4        | —        | 7        | 79       | 11       | —        | 4        | - САД: 5,135,000 - Свет: 10,000,000 | - Америчко удружење дискографских кућа: 8× Платинум - АУС: Златно - КАН: 2× Платинум - ЈАП: Златно - УК: Златно                      |
| Secrets                            | - Датум објављивања: 18. јун 1996. - Издавачка кућа: LaFace, Arista - Формат: ЦД, касета, винил                   | 2        | 11       | 4        | 22       | 2        | 65       | 1        | 1        | 10       | - САД: 5,364,000 - Свет: 15,000,000 | - САД: 8× Платинум - АУС: 2× В - КАН: 7× Платинум - ФРА: Златно - НЕМ: Платинум - ЈАП: Платинум - ШВЕ: 2× Платинум - УК: 2× Платинум |
| The Heat                           | - Датум објављивања: 25. април 2000. - Издавачка кућа: LaFace - Формат: ЦД, касета, винил                         | 2        | 14       | 1        | 9        | 3        | 25       | 3        | 2        | 3        | - US: 2,093,000 - World: 4,000,000  | - САД: 2× Платинум - АУС: Златно - НЕМ: Златно - ЈАП: Златно - ШВА: Златно - УК: Златно                                              |
| Snowflakes                         | - Датум објављивања: 23. октобар 2001. - Издавачка кућа: Arista - Формат: ЦД, касета, винил                       | 119      | —        | —        | —        | 92       | —        | —        | —        | —        | - САД: 243,000                      | - САД: Златно |
| More Than a Woman                  | - Датум објављивања: 19. новембар 2002. - Издавачка кућа: Arista - Формат: ЦД, винил                              | 13       | —        | —        | 90       | 37       | 114      | 88       | 23       | 123      | - САД: 438,000                      | - САД: Златно |
| Libra                              | - Датум објављивања: 27. септембар 2005. - Издавачка кућа: Blackground Records - Формат: ЦД, виртуелно преузимање | 4        | —        | —        | —        | 60       | —        | —        | 25       | —        | - САД: 441,000 - УК: 4,417          | - САД: Златно |
| Pulse                              | - Датум објављивања: 4. мај 2010. - Издавачка кућа: Atlantic Records - Формат: ЦД, ЦД/DVD, дигитално преузимање   | 9        | —        | 73       | —        | 18       | 115      | 83       | 9        | 28       | - US: 156,000                       | |
| Love, Marriage & Divorce Babyface) | - Датум објављивања: 4. фебруар 2014. - Издавачка кућа: Motown - Формат: ЦД, виртуелно преузимање                 | 4        | —        | —        | —        | —        | 73       | 45       | —        | 75       | - US: 211,000                       | |
| Sex & Cigarettes                   | - Датум објављивања: 23. март 2018. - Издавачка кућа: Def Jam Recordings - Формат: ЦД, виртуелно преузимање       | 22       | —        | —        | —        | —        | —        | 170      | —        | 33       |                                     | |

### Компилацијских албуми
| Назив                                   | Детаљи | Позиције | Позиције | Позиције | Позиције | Позиције | Сертификати  |
| Назив                                   | Детаљи | САД      | САД R&B  | ЈАП      | ШВЕ      | УК       | Сертификати  |
| --------------------------------------- | --- | -------- | -------- | -------- | -------- | -------- | ------------ |
| Ultimate Toni Braxton                   | - Датум објављивања: 4. новембар 2003. - Издавачка кућа: Arista, Sony BMG - Формат: ЦД, виртуелно преузимање | 119      | 43       | 172      | 86       | 23       | - УК: Златно |
| Artist Collection: Toni Braxton         | - Датум објављивања: 12. октобар 2004. - Издавачка кућа: Sony BMG - Формат: ЦД                               | —        | —        | —        | —        | —        |              |
| Platinum & Gold Collection              | - Датум објављивања: 12. октобар 2004. - Издавачка кућа: LaFace - Формат: ЦД, виртуелно преузимање           | —        | 78       | —        | —        | —        |              |
| Un-Break My Heart: The Remix Collection | - Датум објављивања: 12. април 2005. - Издавачка кућа: LaFace - Формат: ЦД, виртуелно преузимање             | —        | —        | —        | —        | —        |              |
| Breathe Again: Toni Braxton at Her Best | - Датум објављивања: 26. април 2005. - Издавачка кућа: Sony BMG - Формат: ЦД                                 | —        | 96       | —        | —        | —        |              |
| The Essential Toni Braxton              | - Датум објављивања: 20. фебруар 2007. - Издавачка кућа: LaFace Records - Формат: ЦД                         | —        | 48       | —        | —        | —        |              |
| Playlist: The Very Best of Toni Braxton | - Датум објављивања: 28. октобар 2008. - Издавачка кућа: Sony Music - Формат: ЦД, виртуелно преузимање       | —        | —        | —        | —        | —        |              |
| Breathe Again: The Best of Toni Braxton | - Датум објављивања: 5. јун 2009. - Издавачка кућа: Sony Music - Формат: ЦД, виртуелно преузимање            | —        | —        | —        | —        | —        |              |
| Essential Mixes                         | - Датум објављивања: 20. септембар 2010. - Издавачка кућа: Sony Music Entertainment - Формат: ЦД, винил      | —        | —        | —        | —        | —        |              |

### Бокс сетови
| Назив                     | Детаљи                                                                                     | Notes                                                                            |
| ------------------------- | ------------------------------------------------------------------------------------------ | -------------------------------------------------------------------------------- |
| The Collection            | - Датум објављивања: 13. јун 2006. - Издавачка кућа: LaFace/Legacy Recordings - Формат: ЦД | - Компилација која садржи песме са албума Secrets, The Heat и More Than a Woman. |
| Secrets/More Than a Woman | - Датум објављивања: 4. октобар 2011. - Издавачка кућа: Sony Music - Формат: ЦД            | - Компилација која садржи песме са албума Secrets и More Than a Woman.           |

## Епови
| Назив                   | Детаљи | Notes |
| ----------------------- | --- | --- |
| Discover Toni Braxton   | - Датум објављивања: 30. новембар 2007. - Издавачка кућа: LaFace, Legacy Recordings - Формат: дигитални преузимање | - ЕП који садржи песме "Un-Break My Heart", "You're Makin' Me High", "Breathe Again", "You Mean the World to Me", и "Another Sad Love Song".                                                               |
| Discover More           | - Датум објављивања: 9. новембар 2010. - Издавачка кућа: LaFace, Legacy - Формат: дигитални преузимање             | - ЕП који садржи песме "Seven Whole Days", "I Belong to You", "Hit the Freeway", "Let It Flow", и "Give U My Heart".                                                                                       |
| Discover Further        | - Датум објављивања: 9. новембар 2010. - Издавачка кућа: LaFace, Legacy - Формат: дигитални преузимање             | - ЕП који садржи песме "Love Shoulda Brought You Home", "How May Ways" (R. Kelly remix), "I Love Me Some Him", "Tell Me" и тада још неиздату песму "The Little Things".                                    |
| Discover Beyond         | - Датум објављивања: 9. новембар 2010. - Издавачка кућа: LaFace, Legacy - Формат: дигитални преузимање             | - ЕП који садржи песме "I Don't Want To", "Just Be a Man About It", "He Wasn't Man Enough", "The Heat", и "Gimme Some".                                                                                    |
| Soul Pack: Toni Braxton | - Датум објављивања: 7. јун 2011. - Издавачка кућа: 360 Music, X5 Music Group - Формат: дигитални преузимање       | - ЕП од осам трака са песмама "Trippin (That's the Way Love Works)", "Please", "I Wanna Be (Your Baby)", "Stupid", "Midnite", "Sposed to Be", "Suddenly", и "What's Good". - Изашло ван Сједињених Држава. |
| Coping (ремикс)         | - Датум објављивања: 10. новембар 2017. - Издавачка кућа: Def Jam - Формат: дигитални преузимање                   | - ЕП од пет трака који садржи ремикса песама A five-track "Coping" (Еден Принц), Paris & Simo, Стадиумс, Disco Killerz и Tom Swoon.                                                                        |

## Синглови

### Као главни извођач
| Назив                                         | Година | Позиција | Позиција | Позиција | Позиција | Позиција | Позиција | Позиција | Позиција | Позиција | Позиција | Сертификати | Албум                    |
| Назив                                         | Година | САД      | САД R&B  | АУС      | КАН      | НЕМ      | ИР       | ХОЛ      | ШВЕ      | ШВА      | УК       | Сертификати | Албум                    |
| --------------------------------------------- | ------ | -------- | -------- | -------- | -------- | -------- | -------- | -------- | -------- | -------- | -------- | --- | ------------------------ |
| "Love Shoulda Brought You Home"               | 1992   | 33       | 2        | —        | —        | —        | —        | —        | —        | —        | 33       | | Boomerang                |
| "Another Sad Love Song"                       | 1993   | 7        | 2        | 57       | 16       | 60       | —        | 23       | —        | —        | 15       | - САД: Златно | Toni Braxton             |
| "Breathe Again"                               | 1993   | 3        | 4        | 2        | 7        | 52       | 10       | 5        | 25       | —        | 2        | - САД: Златно - АУС: Платинум - УК: Сребрно | Toni Braxton             |
| "Seven Whole Days"                            | 1993   | —        | —        | —        | —        | —        | —        | —        | —        | —        | —        | | Toni Braxton             |
| "You Mean the World to Me"                    | 1994   | 7        | 3        | 49       | 6        | 69       | —        | —        | —        | —        | 30       | - САД: Златно | Toni Braxton             |
| "I Belong to You/How Many Ways"[A]            | 1994   | 28       | 6        | —        | 80       | —        | —        | —        | —        | —        | —        | | Toni Braxton             |
| "I Belong to You/How Many Ways"[A]            | 1994   | 28       | 6        | —        | —        | —        | —        | —        | —        | —        | —        | | Toni Braxton             |
| "You're Makin' Me High"[B]                    | 1996   | 1        | 1        | 2        | 8        | 47       | 21       | 13       | 11       | —        | 7        | - УК: Сребрно - САД: Платинум - АУС: Платинум                                                                                                   | Secrets                  |
| "Let It Flow"[B]                              | 1996   | 1        | 1        | —        | —        | —        | —        | —        | —        | —        | —        | | Waiting to Exhale        |
| "Un-Break My Heart"                           | 1996   | 1        | 2        | 6        | 2        | 2        | 2        | 2        | 1        | 1        | 2        | - САД: Платинум - АУС: РПлатинум - НЕМ: Платинум - ШВЕ: Златно - ШВА: Златно - УК: Платинум                                                     | Secrets                  |
| "I Don't Want To"[C]                          | 1997   | 19       | 9        | 71       | 13       | 37       | 10       | 33       | 15       | —        | 9        | - САД: Златно | Secrets                  |
| "I Love Me Some Him"[C]                       | 1997   | 19       | 9        | —        | —        | —        | —        | —        | —        | —        | —        | | Secrets                  |
| "How Could an Angel Break My Heart" (Kenny G) | 1997   | —        | —        | 87       | —        | —        | 16       | 34       | —        | —        | 22       | | Secrets                  |
| "He Wasn't Man Enough"                        | 2000   | 2        | 1        | 5        | 1        | 20       | 12       | 4        | 10       | 7        | 5        | - Америчко удружење дискографских кућа: Златно - Аустралијско удружење дискографских кућа: Златно - BPI: Сребрно - RMNZ: Платинум - BEA: Златно | The Heat                 |
| "Just Be a Man About It"                      | 2000   | 32       | 6        | —        | 35       | —        | —        | —        | —        | —        | —        | | The Heat                 |
| "Spanish Guitar"                              | 2000   | 98       | 75       | 44       | 22       | 45       | —        | 17       | 49       | 36       | —        | | The Heat                 |
| "Maybe"                                       | 2001   | —        | 74       | —        | —        | —        | —        | —        | —        | —        | —        | | The Heat                 |
| "Snowflakes of Love"                          | 2001   | —        | —        | —        | —        | —        | —        | —        | —        | —        | —        | | Snowflakes               |
| "Christmas in Jamaica" (Shaggy)               | 2001   | —        | —        | —        | —        | —        | —        | —        | —        | —        | —        | | Snowflakes               |
| "Hit the Freeway" (Loon)                      | 2002   | 86       | 32       | 46       | 31       | 56       | —        | —        | 40       | 38       | 29       | | More Than a Woman        |
| "Please"                                      | 2005   | —        | 36       | —        | —        | —        | —        | —        | —        | —        | —        | | Libra                    |
| "Trippin' (That's the Way Love Works)"        | 2005   | —        | 67       | —        | —        | —        | —        | —        | —        | —        | —        | | Libra                    |
| "Take This Ring"                              | 2005   | —        | —        | —        | —        | —        | —        | —        | —        | —        | —        | | Libra                    |
| "Suddenly"                                    | 2006   | —        | —        | —        | —        | —        | —        | —        | —        | —        | —        | | Libra                    |
| "Yesterday"                                   | 2009   | —        | 12       | —        | —        | 20       | —        | —        | —        | 17       | 50       | | Pulse                    |
| "Hands Tied"                                  | 2010   | —        | 29       | —        | —        | —        | —        | —        | —        | —        | —        | | Pulse                    |
| "Make My Heart"                               | 2010   | —        | —        | —        | —        | —        | —        | —        | —        | —        | —        | | Pulse                    |
| "I Heart You"                                 | 2012   | —        | —        | —        | —        | —        | —        | —        | —        | —        | —        | | Није ни на једном албуму |
| "Hurt You" (Babyface)                         | 2013   | —        | 33       | —        | —        | —        | —        | —        | —        | —        | —        | | Love, Marriage & Divorce |
| "Where Did We Go Wrong" (Babyface)            | 2013   | —        | —        | —        | —        | —        | —        | —        | —        | —        | —        | | Love, Marriage & Divorce |
| "Deadwood"                                    | 2017   | —        | —        | —        | —        | —        | —        | —        | —        | —        | —        | | Sex & Cigarettes         |
| "Long as I Live"                              | 2018   | —        | —        | —        | —        | —        | —        | —        | —        | —        | —        | | Sex & Cigarettes         |
| "FOH"                                         | 2018   | —        | —        | —        | —        | —        | —        | —        | —        | —        | —        | | Sex & Cigarettes         |

### Као гостујући музичар
| Година | Назив                             | Позиција | Позиција | Позиција | Позиција | Позиција | Позиција | Позиција | Позиција | Позиција | Позиција | Сертификат | Албум                          |
| Година | Назив                             | САД      | САД Р&Б  | АУС      | КАН      | НЕМ      | ИР       | ХОЛ      | SWE      | SWI      | UK       | Сертификат | Албум                          |
| ------ | --------------------------------- | -------- | -------- | -------- | -------- | -------- | -------- | -------- | -------- | -------- | -------- | ---------- | ------------------------------ |
| 1992   | "Give U My Heart" (Babyface)      | 29       | 2        | —        | —        | —        | —        | —        | —        | —        | —        |            | Boomerang                      |
| 2003   | "Baby You Can Do It" (Birdman)    | —        | 73       | —        | —        | —        | —        | —        | —        | —        | —        |            | Birdman                        |
| 2006   | "The Time of Our Lives" (Il Divo) | —        | —        | —        | —        | 17       | —        | —        | —        | 8        | —        |            | Voices from the FIFA World Cup |
| 2010   | "We Are the World 25 for Haiti"   | 2        | —        | 18       | 7        | —        | —        | —        | 5        | —        | 59       |            | Није ни на једном албуму       |

## Гостовања на пројектима

### Гостовања на албумима
| Година | Назив                                      | Други музичар(и)                                | Албум                                               |
| ------ | ------------------------------------------ | ----------------------------------------------- | --------------------------------------------------- |
| 1993   | "The Christmas Song"                       | —                                               | A LaFace Family Christmas                           |
| 1996   | "Brown Baby"                               | —                                               | For Our Children Too!                               |
| 1996   | "That Somebody Was You"                    | Kenny G                                         | The Moment                                          |
| 1998   | "A Change in Me"                           | —                                               | Disney's Beauty and the Beast: The Broadway Musical |
| 2000   | "We Go On"                                 | Фил Колинс, Кристина Агилера и Енрике Иглесијас | Super Bowl XXXIV                                    |
| 2004   | "Stop, Look, Listen (To Your Heart)"       | Michael McDonald                                | Motown Two                                          |
| 2005   | "It's the Most Wonderful Time of the Year" | —                                               | 40 Years: A Charlie Brown Christmas                 |
| 2008   | "Suddenly"                                 | Ричард Маркс                                    | Sundown                                             |

### Саундтрекови
| Година | Назив               | Други музичар(и) | Албум                              |
| ------ | ------------------- | --- | ---------------------------------- |
| 1992   | "Reversal of a Dog" | The LaFace Cartel, Damian Dame Highland Place Mobsters и TLC                                                                | Boomerang                          |
| 2009   | "If You Dream"      | Tank, Tyrese Gibson, Tony Braxton, Jordin Sparks, Omarion, Faith Evans, JoJo, Charlie Wilson, Tamar Braxton и Steve Russell | Music Inspired by More Than a Game |

## Видеографија

### Видео албуми
| Година | Детаљи | Напомена |
| ------ | --- | --- |
| 1994   | Toni Braxton: The Hit Video Collection - Датум објављивања: 24. мај 1994. - Издавачка кућа: LaFace - Формат: ВХС, DVD      | - Дугометражни видео од 35 минута садржи спотове песмама "Breathe Again", "Another Sad Love Song", "Seven Whole Days", "Love Shoulda Brought You Home" и "You Mean the World to Me". - Нашао се на осмом месту часописа Billboard Top Music Videos и четрдесетом месту Billboard Top Video Sales Chart, 1994. године - Компилација је награђена златним сертификатим Америчког удружења дискографских кућа у јулу 1994. године. |
| 2000   | He Wasn't Man Enough - Датум објављивања: 21. новембар 2000. - Издавачка кућа: LaFace - Формат: DVD                        | - DVD садржи снимке спотова "He Wasn't Man Enough" и "Un-Break My Heart". - An interview with Toni Braxton also included. |
| 2000   | Just Be a Man About It - Датум објављивања: 21. новембар 2000. - Издавачка кућа: LaFace - Формат: DVD                      | - DVD садржи спотове за песме "Just Be a Man About It" и "Spanish Guitar". - Немонтирани снимци. |
| 2001   | From Toni with Love... The Video Collection - Датум објављивања: 20. новембар 2000. - Издавачка кућа: Arista - Формат: DVD | - DVD садржи четрдесет спотова песама Бракстонове, укључујући спотове за песме "Breathe Again", "Another Sad Love Song" и "You're Makin' Me High". - Коментари критичара за спотове Бракстонове. |

### Спотови
| Година | Назив                                | Режисер                   |
| ------ | ------------------------------------ | ------------------------- |
| 1992   | "Love Shoulda Brought You Home"      | Ралф Зиман                |
| 1993   | "Another Sad Love Song"              | Ралф Зиман                |
| 1993   | "Breathe Again" / "Respira Otra Vez" | Ренди Николас             |
| 1993   | "Seven Whole Days"                   | Лионел Мартин             |
| 1994   | "You Mean the World to Me"           | Лионел Мартин             |
| 1994   | "How Many Ways"                      | Лионел Мартин             |
| 1995   | "Let It Flow"                        | Херб Ритс                 |
| 1996   | "You're Makin Me High"               | Бил Вудруф                |
| 1996   | "Un-Break My Heart" / "Regresa a Mi" | Бил Вудруф                |
| 1997   | "I Don't Want To"                    | Бил Вудруф                |
| 1997   | "How Could an Angel Break My Heart"  | Илан Софтли               |
| 2000   | "He Wasn't Man Enough"               | Бил Вудруф                |
| 2000   | "Just Be a Man About It"             | Бил Вудруф                |
| 2000   | "Spanish Guitar"                     | Бил Вудруф                |
| 2002   | "Hit the Freeway"                    | Дејв Мејерс, Чарлс Инфант |
| 2005   | "Please"                             | Крис Робинсон             |
| 2009   | "Yesterday"                          | Бил Вурдуф                |
| 2010   | "Make My Heart"                      | Бил Вурдуф                |
| 2010   | "Hands Tied"                         | Бил Вурдуф                |
| 2010   | "Woman"                              |                           |
| 2012   | "I Heart You"                        | Били Вудруф               |
| 2017   | "Deadwood"                           | Били Вудруф               |
| 2018   | "Long As I Live"                     | Mike Ho                   |

### Гостовања на спотовима
| Година | Назив                                                | Режисер      |
| ------ | ---------------------------------------------------- | ------------ |
| 1992   | "Give U My Heart" (Babyface)                         | непознато    |
| 2002   | "Baby You Can Do It" (Birdman и Тони Бракстон)       | David Palmer |
| 2002   | "Miss You" (Aaliyah Tribute)                         | Дарен Грент  |
| 2006   | "The Time of Our Lives" (with Il Divo)               | Нигел Дик    |
| 2010   | "We Are the World 25 for Haiti" (with USA for Haiti) | Паул Хагс    |
| 2013   | "Hurt You" (Babyface)                                | Реј Кеј      |